# Corydoras xinguensis
Corydoras xinguensis é um peixe tropical de água doce pertencente à subfamília Corydoradinae e à família Callichthyidae. É encontrado em águas da América do Sul, e habita a bacia do Rio Xingu, no estado do Mato Grosso, no Brasil.
A espécie foi descrita em 1972, e seu estado de conservação é pouco preocupante.

## Etimologia e taxonomia
O nome do gênero, Corydoras, vem do grego, kory = capacete, doras = pele. O epíteto específico é uma homenagem ao rio que habita, o rio Xingu.
Também já foi chamado de Hoplisoma xinguense, o gênero Hoplisoma sendo considerado sinônimo de Corydoras.
O holótipo foi coletado e 1964 por Gosse Jean-Pierre e S.M. Léopold III e recebeu o código IRSNB 500, sigla para Institut royal des Sciences naturelles de Belgique, onde está depositado. Dois parátipos foram coletados na mesma ocasião, e receberam o código IRSNB 501.
A localidade tipo é o rio Suiá Missu, afluente do Rio Xingu, próximo a São Félix do Araguaia, em Mato Grosso.

## Biologia
Os indivíduos desta espécie tem tamanho de até 3,7 centímetros. Os machos crescem mais do que as fêmeas.
Possui manchas na membrana inter-radial da nadadeira dorsal, que o diferenciam de Corydoras apiaka.
Vive no clima tropical, em águas de pH de 6,0 a 8,0, com dureza da água de 2 a 25 dGH e temperatura de 22 a 26 ºC. Se alimenta de vermes, crustáceos bentônicos, insetos e plantas. Põe ovos na vegetação densa, e os adultos não protegem os ovos.
Em cativeiro, pode viver até 5 anos. De acordo com trabalho por J. Müller ainda não publicado, possui respiração aérea facultativa.

## Interesse econômico
A espécie não apresenta interesse para a indústria pesqueira. No entanto, tem interesse comercial para o aquarismo. Com o crescente interesse pelo grupo, foi criado o Código-C para identificar as espécies de Corydoradinae. Neste catálogo, a espécie Corydoras xinguensis é identificada pelos códigos C55, C105, C106, C107 e C108. Normalmente habita o fundo dos aquários, com comportamento pacífico com peixes da própria e de outras espécies. São uma espécie social, portanto recomenda-se que sejam mantidos em grupos de pelo menos seis indivíduos.